# 夏農–菲諾–以利亞碼
在信息论中，夏農–菲諾–以利亞碼是算術編碼的先導，其機率被用於決定碼字。

## 演算法描述
給定一離散隨機變數 X ，令 {\displaystyle p(x)} 為 X=x 發生之機率。
定義
{\displaystyle {\bar {F}}(x)=\sum _{x_{i}<x}p(x_{i})+{\frac {1}{2}}p(x)}
演算法如下：
對每個 X 中的 x，
令 Z 為 {\displaystyle {\bar {F}}(x)} 之二次展開
令 x 之編碼長度 {\displaystyle L(x)=\left\lceil \log _{2}{\frac {1}{p(x)}}\right\rceil +1}
選定 x 之編碼， {\displaystyle code(x)} 為 {\displaystyle L(x)} 在 Z 之小數點後之第一個最高有效位。

### 舉例
令 X = {A, B, C, D} ，其發生機率分別為 p = {1/3, 1/4, 1/6, 1/4} 。
對於 A
{\displaystyle {\bar {F}}(A)={\frac {1}{2}}p(A)={\frac {1}{2}}\cdot {\frac {1}{3}}=0.1666...}
在二進位中， Z(A) = 0.0010101010...
L(A) = {\displaystyle \left\lceil \log _{2}{\frac {1}{\frac {1}{3}}}\right\rceil +1} = 3
code(A) 為 001
對於 B
{\displaystyle {\bar {F}}(B)=p(A)+{\frac {1}{2}}p(B)={\frac {1}{3}}+{\frac {1}{2}}\cdot {\frac {1}{4}}=0.4583333...}
在二進位中， Z(B) = 0.01110101010101...
L(B) = {\displaystyle \left\lceil \log _{2}{\frac {1}{\frac {1}{4}}}\right\rceil +1} = 3
code(B) 為 011
對於 C
{\displaystyle {\bar {F}}(C)=p(A)+p(B)+{\frac {1}{2}}p(C)={\frac {1}{3}}+{\frac {1}{4}}+{\frac {1}{2}}\cdot {\frac {1}{6}}=0.66666...}
在二進位中， Z(C) = 0.101010101010...
L(C) = {\displaystyle \left\lceil \log _{2}{\frac {1}{\frac {1}{6}}}\right\rceil +1} = 4
code(C) 為 1010
對於 D
{\displaystyle {\bar {F}}(D)=p(A)+p(B)+p(C)+{\frac {1}{2}}p(D)={\frac {1}{3}}+{\frac {1}{4}}+{\frac {1}{6}}+{\frac {1}{2}}\cdot {\frac {1}{4}}=0.875}
在二進位中， Z(D) = 0.111
L(D) = {\displaystyle \left\lceil \log _{2}{\frac {1}{\frac {1}{4}}}\right\rceil +1} = 3
code(D) 為 111

## 演算法分析

### 前綴碼
夏農–菲諾–以利亞碼之輸出為二進位前綴碼，因此可被直接解碼。
令 bcode(x) 為二進位表示法最左側加入小數點而成之小數。舉例而言， code(C)=1010 ，則 bcode(C) = 0.1010 。 對所有 x ，如果沒有任何 y 存在使得 
{\displaystyle bcode(x)\leq bcode(y)<bcode(x)+2^{-L(x)}}
則所有的碼可構成前綴碼。
此性質可透過比較 F 和 X 之累積分布函数，以圖表示出：
由 L 之定義可得
{\displaystyle 2^{-L(x)}\leq {\frac {1}{2}}p(x)}
並且由於 code(y) 是由 F(y) 從 L(y) 之後的位元截短而得，故
{\displaystyle {\bar {F}}(y)-bcode(y)\leq 2^{-L(y)}}
因此 bcode(y) 必不比 CDF(x) 小。
上圖說明了 {\displaystyle bcode(y)-bcode(x)>p(x)\geq 2^{-L(x)}} ，因此前綴碼定理成立。

### 編碼長度
此碼之平均長度為
{\displaystyle LC(X)=\sum _{x\epsilon X}p(x)L(x)=\sum _{x\epsilon X}p(x)(\left\lceil \log _{2}{\frac {1}{p(x)}}\right\rceil +1)} 。

因隨機變數 X 之 熵 H(X) 滿足
{\displaystyle H(X)+1\leq LC(X)<H(X)+2}
夏農–菲諾–以利亞碼之長度約比代編碼資料之熵長約一到二額外位元，故甚少被實用。